# Sorkam Kanan
Sorkam Kanan is een bestuurslaag in het regentschap Tapanuli Tengah van de provincie Noord-Sumatra, Indonesië. Sorkam Kanan telt 1064 inwoners (volkstelling 2010).